# Episyrphus
Episyrphus is een vliegengeslacht uit de familie van de zweefvliegen (Syrphidae).

## Soorten
- Episyrphus balteatus De Geer, 1776 – Snorzweefvlieg